# Colchicum chalcedonicum
Colchicum chalcedonicum är en tidlöseväxtart som beskrevs av Georges Vincent Aznavour. 
Colchicum chalcedonicum ingår i släktet tidlösor och familjen tidlöseväxter.

## Underarter
Arten delas in i följande underarter:
- C. c. chalcedonicum
- C. c. punctatum